# HD95562
HD95562 — хімічно пекулярна зоря спектрального класу A2, що має видиму зоряну величину в смузі V приблизно  8,1.
Вона  розташована на відстані близько 649,7 світлових років від Сонця.